# Біла Ґура (Свідвинський повіт)
Біла Ґура (пол. Biała Góra) — село в Польщі, у гміні Ромбіно Свідвинського повіту Західнопоморського воєводства.
Населення — 166 осіб (2011).
У 1975-1998 роках село належало до Кошалінського воєводства.

## Демографія
Демографічна структура станом на 31 березня 2011 року:
|          | Загалом | Допрацездатний вік | Працездатний вік | Постпрацездатний вік |
| -------- | ------- | ------------------ | ---------------- | -------------------- |
| Чоловіки | 86      | 19                 | 54               | 13                   |
| Жінки    | 80      | 16                 | 45               | 19                   |
| Разом    | 166     | 35                 | 99               | 32                   |